# Susan Solomon
Pour les articles homonymes, voir Solomon.
Susan Solomon, née le 19 janvier 1956 à Chicago, est une chimiste américaine travaillant pour le National Oceanic and Atmospheric Administration. Elle est l'une des premières personnes à avoir avancé la responsabilité des chlorofluorocarbures dans la formation du trou de la couche d'ozone.
Elle est membre de l'Académie nationale des sciences des États-Unis, de l'Académie européenne des sciences, de l'Académie des sciences de France, et de l'Académie pontificale des sciences du Vatican.

## Biographie
Solomon commence à s'intéresser à la science dès son enfance, en regardant l'émission The Undersea World (Le Monde sous-marin) du Commandant Cousteau. Au lycée, elle obtient une troisième place à un concours national des sciences grâce à un projet mesurant le pourcentage d'oxygène dans un mélange de gaz.
Elle étudie la chimie à l'Institut de technologie de l'Illinois jusqu'en 1977. En 1981, elle reçoit son doctorat de chimie à l'université de Californie à Berkeley, où elle s'était spécialisée en chimie atmosphérique.
En 1986 et 1987 elle dirige une expédition étudiant le trou dans la couche d'ozone dans le détroit de McMurdo en Antarctique. Son équipe trouve des niveaux d'oxyde de chlore dans l'atmosphère plus élevés que prévu, créés par les chlorofluorocarbures  (CFC). Solomon démontre également que les volcans peuvent accélérer les réactions chimiques que produisent les chlorofluorocarbures dans l'atmosphère, et ainsi augmenter les dégâts causés à la couche d'ozone. Son travail est à la base du Protocole de Montréal de Organisation des Nations unies, un accord international visant à protéger la couche d'ozone en limitant et régulant les substances l'endommageant.
Elle est aujourd'hui chef du Chemistry and Climate Processes Group de la division des sciences chimiques du National Oceanic and Atmospheric Administration. Elle a aussi servi en tant que coprésidente du premier groupe de travail du Groupe d'experts intergouvernemental sur l'évolution du climat.
Elle épouse Barry Sidwell en 1988.
Elle a écrit un livre sur l'expédition Terra Nova de Robert Falcon Scott, The Coldest March: Scott's Fatal Antarctic Expedition.

## Prix
- 2018 - Prix Crafoord, avec Syukuro Manabe[6].
- 2012 - Prix Vetlesen, qu'elle partage avec son collègue géochimiste français Jean Jouzel.
- 2010 - Docteur honoris causa, Université Pierre-et-Marie-Curie (UPMC)[7].
- 2007 - Prix Nobel de la paix pour son travail au sein du Groupe d'experts intergouvernemental sur l'évolution du climat, ex-aequo avec Al Gore.
- 2007 - Prix Georges-Lemaître et médaille William-Bowie.
- 2004 - Prix Blue Planet[2].
- 2000 - Médaille Carl-Gustaf-Rossby de l’American Meteorological Society.
- 1999 - National Medal of Science.
- 1994 - Un glacier antarctique est nommé en son honneur.